# 野方町 (日進市)
野方町（のかたちょう）は、愛知県日進市の町名。8の小字が設置されている。

## 地理
日進市南西部に位置し、東は蟹甲町、西は浅田町、南は折戸町、北は岩崎町に接する。

### 河川
- 天白川
- 折戸川

### 小字
- 後口（あとぐち）
- 稲荷（いなり）
- 今伝（こんでん）
- 清水（しみず）
- 西島（にしじま）
- 東島（ひがしじま）
- 前田（まえだ）
- 前原（まえばら）

## 世帯数と人口
2022年（令和4年）9月1日現在の世帯数と人口は以下の通りである。
| 町丁   | 世帯数  | 人口  |
| ------ | ------- | ----- |
| 野方町 | 163世帯 | 381人 |

## 学区
市立小・中学校に通う場合、学区は以下の通りとなる。また、公立高等学校に通う場合の学区は以下の通りとなる。
| 字・番地等 | 小学校           | 中学校               | 高等学校普通科 |
| ---------- | ---------------- | -------------------- | -------------- |
| 全域       | 日進市立西小学校 | 日進市立日進西中学校 | 尾張学区       |

## 歴史
愛知郡野方村を前身とする。

### 町名の由来
『尾張国地名考』に「野を起して畑に開拓をいふ」とある。

### 沿革
- 1889年（明治22年）10月1日 - 町村制施行・合併に伴い、愛知郡香久山村大字野方となる[7]。
- 1906年（明治39年）5月10日 - 合併に伴い、日進村大字野方となる[7]。
- 1958年（昭和33年）1月1日 - 町制施行に伴い、日進町大字野方となる[7]。
- 1994年（平成6年）10月1日 - 市制施行に伴い、日進市野方町となる[8][9]。

## 施設
- JAあいち尾東中部ライスセンター
- 日進旭丘幼稚園
- 野方公民館
- 豊龍院
- 妙淵寺

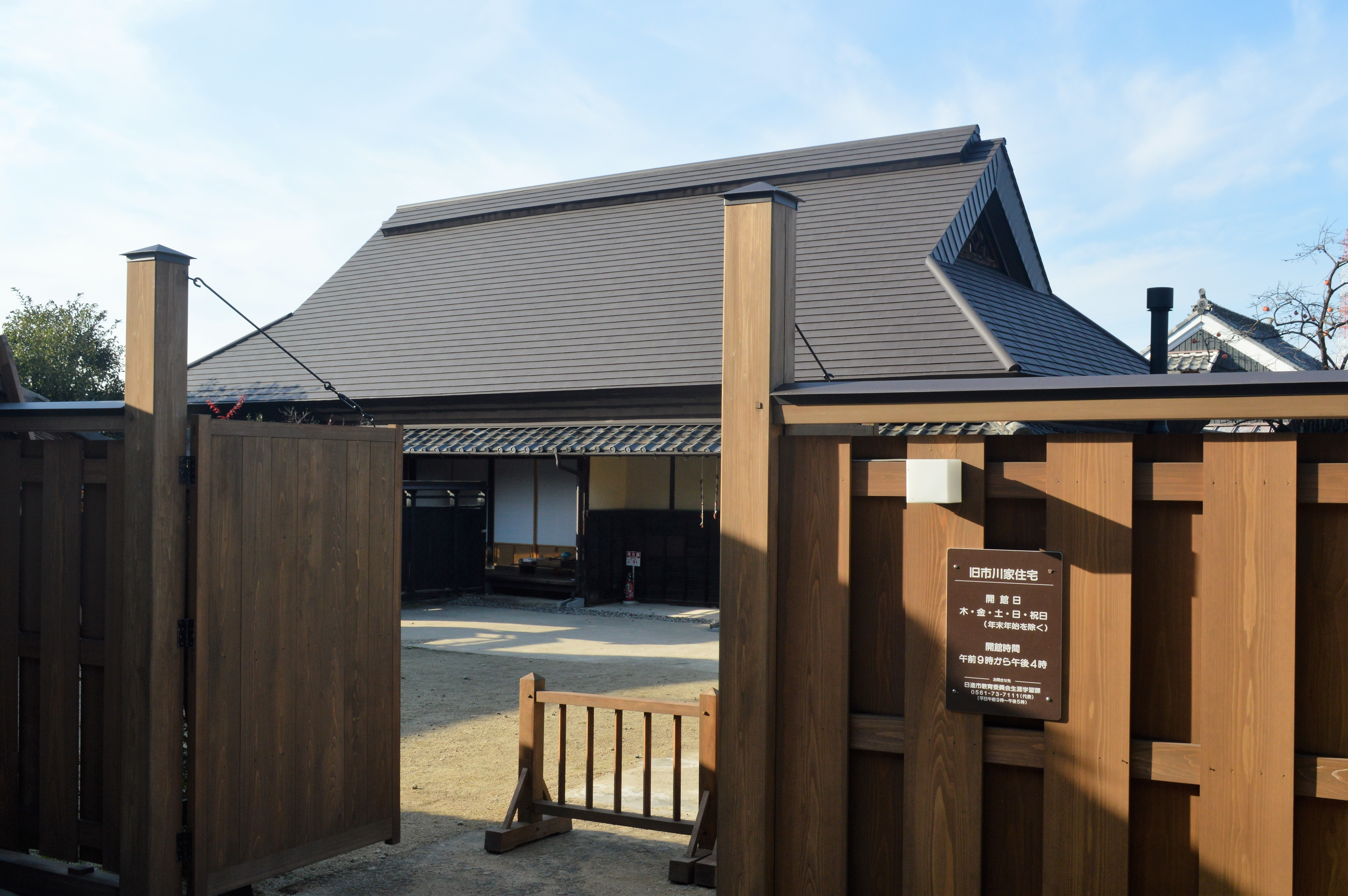
旧市川家住宅（登録有形文化財）

- 旧市川家住宅

## 交通
- 愛知県道58号名古屋豊田線

## その他

### 日本郵便
- 郵便番号 : 470-0123[2]（集配局：日進郵便局[10]）。